# ゲーン・ケー
ゲーン・ケー（タイ語: แกงแค, 発音 [kɛ̄ːŋ kʰɛ̄ː]）はタイ王国北部の料理、ゲーン（タイカレー）である。この料理の名前、「ケー」はメインの食材にもなっているハイゴショウの葉のタイ北部での呼び名である。

## 材料
野菜と香草がこの料理の主な具材となる。そこにレシピ次第で鶏肉、カエル、牛肉、魚の干物、カタツムリなどが加えられる。
一般的にはハイゴショウ、イノンド、チャ・オム、オランダセンニチの葉、キワタの花の芯、白胡蝶の花、ヤサイカラスウリ、ナス、タケノコ、豆ナス、生トウガラシ、キノコが用いられる。
クア・ケー（Khua khae）はゲーン・ケーに似るが汁気が少ない料理になる。